# Касос (аеропорт)
Цивільний аеропорт острів Касос (грец. Δημοτικός Αερολιμένας Κάσου) (IATA: KSJ, ICAO: LGKS) — цивільний аеропорт на острові Касос, Греція.

## Авіалінії та напрямки
| Авіакомпанія | Пункт призначення            |
| ------------ | ---------------------------- |
| Olympic Air  | Карпатос (PSO), Родос (PSO), |